# Странный мир планеты Икс
«Странный мир планеты Икс» (англ. The Strange World of Planet X), в США известен как «Космические монстры» (англ. Cosmic Monsters) — британский чёрно-белый независимый научно-фантастический фильм ужасов 1958 года. По одноимённой повести Рене Рей, написанной в жанре «поучительной истории».

## Сюжет
В уединённой лаборатории на юге Англии физик доктор Лэрд и его ассистент американский учёный Гил Грэм проводят сложные и опасные эксперименты с магнитными полями. Происходит несчастный случай, второй помощник доктора получает ранения. Лэрд просит у Министерства обороны замену ему, поэтому для расследования приезжают бригадир Картрайт и компьютерный эксперт Мишель Дюпон. Они впечатлены успехами доктора и поэтому вскоре в лабораторию прибывает группа военных, призванных оградить исследования Лэрда от шпионов. Однако вскоре становится ясно, что опасаться надо другого. Эксперименты Лэрда привели к тому, что в атмосфере стали возникать странные погодные явления, вызванные гипер-магнитным излучением, разрушающем ионосферу Земли. Теперь наша планета более уязвима перед космическими лучами. В частности, вспышка из космоса повреждает мозг одного из местных жителей и тот становится маньяком-убийцей; а также начинают мутировать местные насекомые.
В разгар этого безумия в лабораторию прибывает загадочный мистер Смит. Он прекрасно разбирается в магнитных полях, но почти ничего не знает об обычной жизни. Тем временем округа уже кишит гигантскими мутировавшими насекомыми и другими монстрами, но доктор Лэрд и не собирается прекращать свои эксперименты. Вскоре «мистер Смит» признаётся, что он эмиссар с Планеты Икс, прибывший сюда, чтобы предупредить человечество: если эти эксперименты с магнитными полями продолжатся, то орбита Земли дестабилизируется; а также будет нанесён урон и его родной планете, в частности, одна их летающая тарелка уже потерпела аварию. «Смита» просят остановить безумного Лэрда, и тот, поколебавшись, соглашается. «Смит» вызывает летающую тарелку, которая зависает над лабораторией и испускает на неё неизвестные лучи, которые уничтожают здание.
Инопланетянин, попрощавшись с новыми друзьями, садится в свой корабль и улетает.

## В ролях
- Форрест Такер — Гил Грэм, американский учёный
- Габи Андре — Мишель Дюпон, компьютерный эксперт[1]
- Мартин Бенсон[англ.] — «мистер Смит», эмиссар с Планеты Икс
- Алек Манго — доктор Лэрд, безумный учёный
- Уиндэм Голди[англ.] — бригадир Картрайт[2]
- Хью Латимер[англ.] — Джимми Мюррей, эксперт-контрразведчик
- Дэнди Николс — миссис Такер
- Ричард Уорнер[англ.] — инспектор Бёрнс
- Патриция Синклер — Хелен Форсайт
- Джеффри Чейтер[англ.] — Джерард Уилсон, заместитель министра обороны
- Хильда Фенемор[англ.] — миссис Хейл
- Сьюзан Редуэй — Джейн Хейл
- Питер Копли[англ.] — новостной редактор[3]
- Говард Пэйс[англ.] — юноша в пабе[3]

## Производство
Ряд сцен фильма явно были вдохновлены лентой «День, когда остановилась Земля» (1951). В начале и конце картины композитор Роберт Шарплс использовал терменвокс, так же как это сделал Бернард Херрман в «Дне…» А вот в вышедшем в 1974 году фильме «Вторжение из внутриземного пространства» некоторые сцены точно вдохновлены «Странным миром…».

## Релиз
Премьера фильма состоялась в Великобритании 4 марта 1958 года (только в кинотеатрах Лондона). 31 декабря того же года лента вышла в США, она была показана в паре с картиной «Ползучий глаз», причём название фильма было изменено на «Космические монстры». В прокате лента едва окупила себя.